# Kassa-Dél
Kassa-Dél (szlovákul: Juh) Kassa településrésze Szlovákiában, a Kassai kerületben, a Kassai IV. járásban. Területe 9,72 km², lakossága 2011-ben 23 467 fő volt. Polgármestere Jaroslav Hlinka.

## Fekvése
Kassa óvárosától délre fekszik.